# Hochwasserrückhaltebecken Leineck
Das Hochwasserrückhaltebecken Leineck (auch Leinecksee oder Leineckstausee) ist ein Stausee bei Alfdorf im Rems-Murr-Kreis. Es ist eines von elf Rückhaltebecken des Wasserverbands „Kocher-Lein“.
Da der Leinecksee im Welzheimer Wald gelegen ist, bietet sich die Gegend zum Wandern und Radfahren an. Es gibt Parkplätze und ausgeschilderte Wanderwege. Am See gibt es zwei öffentliche Grillplätze mit jeweils einem Kinderspielplatz. An einem der Grillplätze befindet sich eine Blockhütte. Am Ufer des Leinecksees befindet sich ebenfalls das Restaurant Seehof mit Cocktailbar.
1998 wurde das Becken des Leinecksees an die aktuellen Sicherheitsvorschriften angepasst und 2003 wurde die vorhandene Asphaltoberflächendichtung verbessert.
2002 und 2020 wurde das Wasser abgelassen um Wartungsarbeiten an der Technik durchzuführen

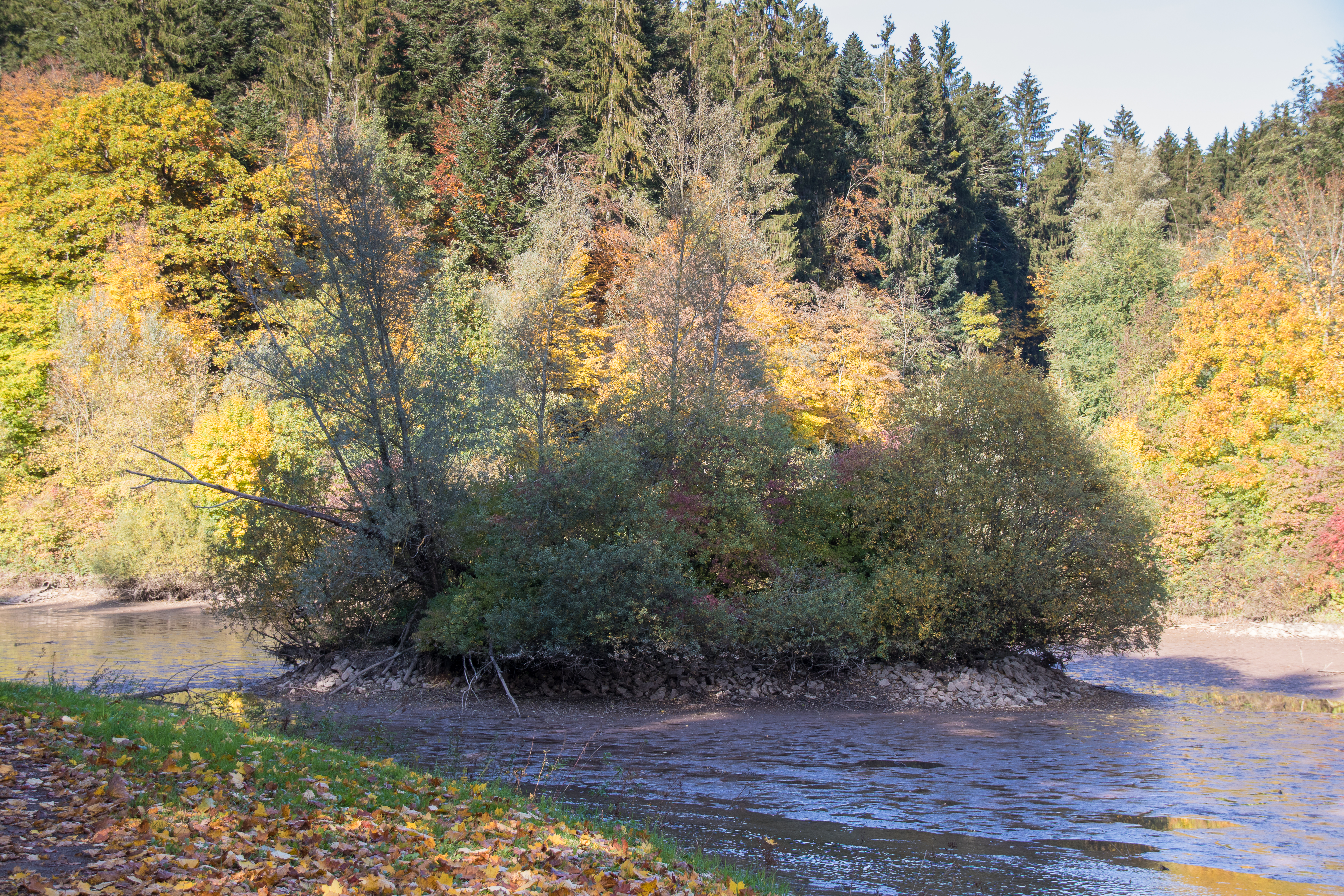
Wasser abgelassen 2020
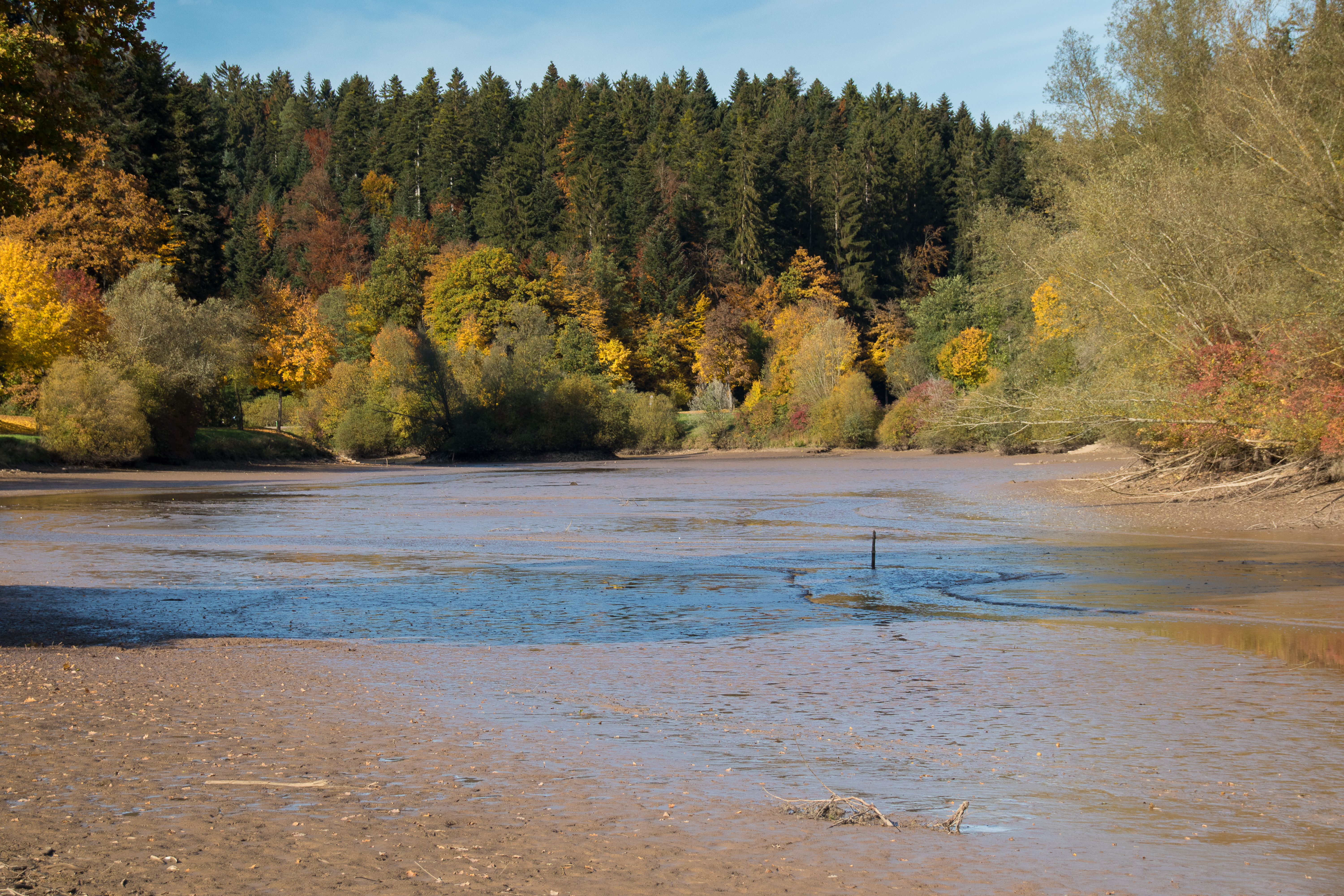
Wasser abgelassen 2020
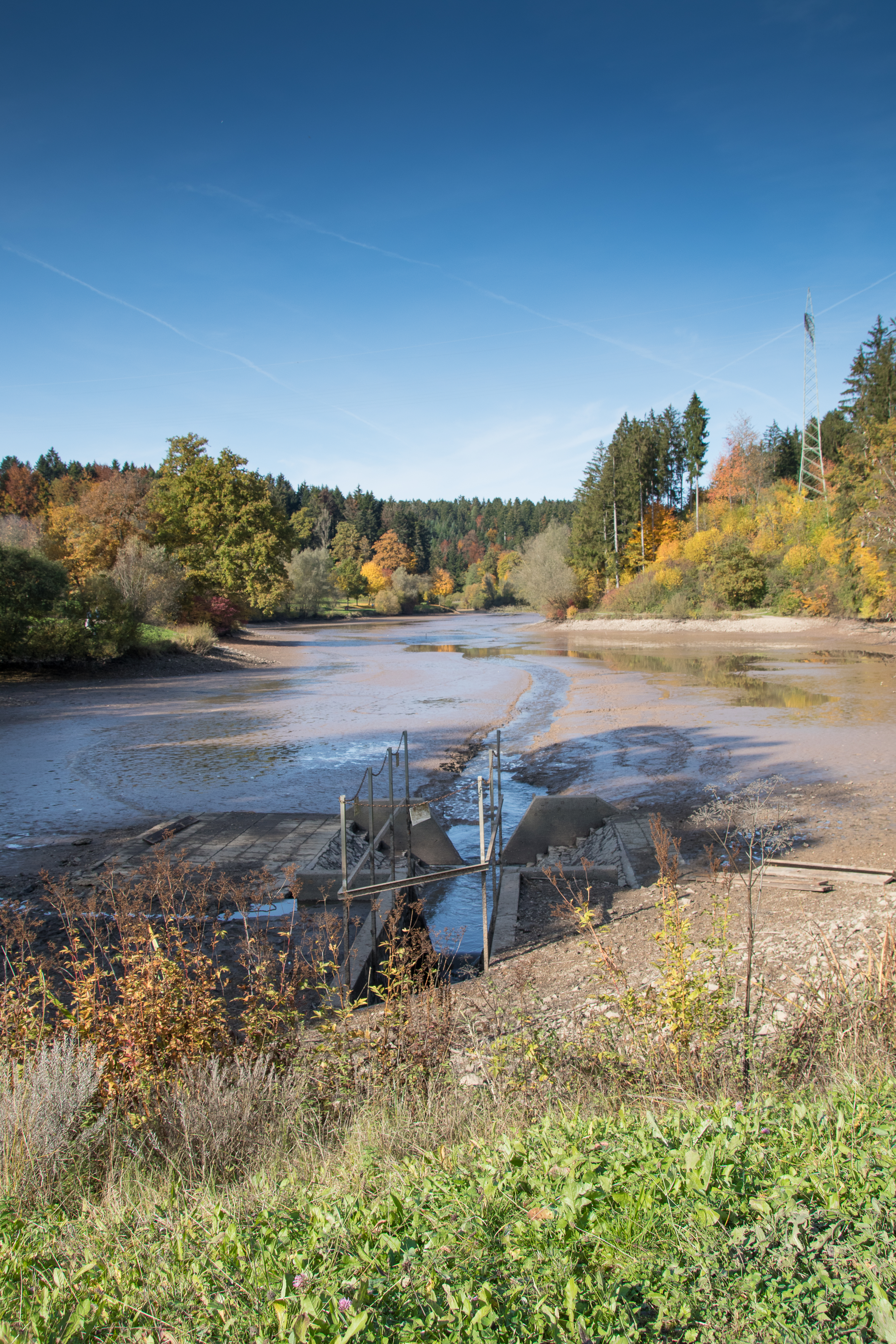
Wasser abgelassen 2020

## Daten zum Stausee
- Einzugsgebiet: 31,9 km²
- Dauerstaufläche: 4,9 ha
- Maximale Staufläche: 35 ha
- Gesamtstauraum: 2.180.000 m³
- Dammhöhe: 14 m
- Maximale Stauhöhe: 453,63 m ü. NN[4]
- Bauzeit: 1959–1962[2]